# Indonesia Open 1997
Die Indonesia Open 1997 waren eines der Top-10-Turniere im Badminton in Asien. Sie fanden vom 16. bis 20. Juli in Surakarta statt. Das Preisgeld betrug 200.000 US$.

## Sieger und Platzierte
| Disziplin    | Gold                          | Silber                           | Bronze                                  |
| ------------ | ----------------------------- | -------------------------------- | --------------------------------------- |
| Herreneinzel | Ardy Wiranata                 | Marleve Mainaky                  | Yong Hock Kin                           |
| Herreneinzel | Ardy Wiranata                 | Marleve Mainaky                  | Heryanto Arbi                           |
| Dameneinzel  | Susi Susanti                  | Meiluawati                       | Lee Joo Hyun                            |
| Dameneinzel  | Susi Susanti                  | Meiluawati                       | Ellen Angelina                          |
| Herrendoppel | Sigit Budiarto Candra Wijaya  | Lee Dong-soo Yoo Yong-sung       | S. Antonius Budi Ariantho Denny Kantono |
| Herrendoppel | Sigit Budiarto Candra Wijaya  | Lee Dong-soo Yoo Yong-sung       | Ricky Subagja Rexy Mainaky              |
| Damendoppel  | Eliza Nathanael Zelin Resiana | Finarsih Minarti Timur           | Yoshiko Iwata Haruko Matsuda            |
| Damendoppel  | Eliza Nathanael Zelin Resiana | Finarsih Minarti Timur           | Lisbet Stuer-Lauridsen Marlene Thomsen  |
| Mixed        | Tri Kusharyanto Minarti Timur | Bambang Suprianto Rosalina Riseu | Sandiarto Finarsih                      |
| Mixed        | Tri Kusharyanto Minarti Timur | Bambang Suprianto Rosalina Riseu | Imam Tohari Emma Ermawati               |

## Finalresultate
| Disziplin    | Sieger                        | Finalist                         | Ergebnis    |
| ------------ | ----------------------------- | -------------------------------- | ----------- |
| Herreneinzel | Ardy Wiranata                 | Marleve Mainaky                  | 15–9, 15–3  |
| Dameneinzel  | Susi Susanti                  | Meiluawati                       | 11–4, 11–5  |
| Herrendoppel | Candra Wijaya Sigit Budiarto  | Yoo Yong-sung Lee Dong-soo       | 15–9, 15–10 |
| Damendoppel  | Zelin Resiana Eliza Nathanael | Finarsih Minarti Timur           | 15–10, 15–5 |
| Mixed        | Tri Kusharyanto Minarti Timur | Bambang Suprianto Rosalina Riseu | 15–11, 15–6 |

## Herreneinzel
- Heryanto Arbi –  Ilkka Nyqvist: 15-4 / 15-2
- Hery Gunawan –  Nunung Subandoro: 15-17 / 15-13 / 15-6
- Hendrawan –  Jeng Yu-chi: 15-3 / 15-5
- Yohan Hadikusumo Wiratama –  Kusamao Suzuki: 15-9 / 15-8
- Budi Santoso –  Sulistio: 15-8 / 15-8
- Chou Yi-chia –  Chee Soon Kelvin Lim: 15-10 / 15-10
- Hwang Sun-ho –  Nasulloh Jamaluddin: 15-4 / 15-2
- Taufik Hidayat –  Fumihiko Machida: 15-9 / 15-7
- Thomas Søgaard –  Feng Hung-Yun: 15-11 / 15-4
- Hermawan Susanto –  Dwi Aryanto: 11-15 / 15-12 / 15-4
- Peter Knowles –  Shinji Ohta: 15-7 / 15-5
- Alan Budikusuma –  Kenneth Erichsen: 15-1 / 15-4
- Agus Hariyanto –  Roslin Hashim: 18-14 / 5-15 / 15-3
- Ardy Wiranata –  Dharma Gunawi: 15-2 / 15-5
- Eko Hamiseno –  Takahiro Suka: 15-7 / 15-7
- Hidetaka Yamada –  Lo Ah Heng: 15-9 / 4-15 / 15-6
- Jeffer Rosobin –  Kim Hyung-joon: 15-7 / 15-1
- Rony Agustinus –  Tadashi Ohtsuka: 15-6 / 15-2
- Peter Gade –  Huang Yeu-der: 15-2 / 15-7
- A. K. Johannes –  Hidetaka Yamada: 15-3 / 15-3
- Yong Hock Kin –  Huang Chien-jung: 15-3 / 15-4
- Dicky Palyama –  Ville Kinnunen: 15-9 / 15-11
- Indra Wijaya –  Takuya Katayama: 15-3 / 15-1
- Ismail Saman –  Kuan Yang Adrian Tay: 15-5 / 15-7
- Yudi Suprayogi –  Salim: 15-13 / 15-9
- Fung Permadi –  Yuzo Kubota: 15-4 / 15-3
- Marleve Mainaky –  Arif Rasidi: 15-5 / 15-3
- Keita Masuda –  Wong Choong Hann: 15-13 / 15-11
- Hsieh Meng-hung –  Yim Jae-sung: 15-10 / 15-9
- Dirk Gerhards –  Rashid Sidek: w.o.
- George Rimarcdi –  Jens Freese: w.o.
- Takuya Takehana –  Joko Suprianto: w.o.
- Heryanto Arbi –  Hery Gunawan: 17-16 / 15-10
- Hendrawan –  Yohan Hadikusumo Wiratama: 15-8 / 15-12
- Budi Santoso –  Chou Yi-chia: 15-2 / 15-4
- Taufik Hidayat –  Hwang Sun-ho: 10-15 / 15-10 / 15-10
- Hermawan Susanto –  Peter Knowles: 15-7 / 15-4
- Alan Budikusuma –  Agus Hariyanto: 15-7 / 15-10
- Ardy Wiranata –  Eko Hamiseno: 15-5 / 15-2
- Jeffer Rosobin –  Hidetaka Yamada: 15-4 / 15-2
- Peter Gade –  Rony Agustinus: 15-8 / 15-7
- Yong Hock Kin –  A. K. Johannes: 11-15 / 15-5 / 15-8
- Indra Wijaya –  Dicky Palyama: 15-10 / 15-8
- Ismail Saman –  Yudi Suprayogi: 15-10 / 15-3
- George Rimarcdi –  Fung Permadi: 12-15 / 15-12 / 15-12
- Marleve Mainaky –  Keita Masuda: 15-7 / 15-1
- Takuya Takehana –  Hsieh Meng-hung: 9-15 / 15-10 / 15-6
- Thomas Søgaard –  Dirk Gerhards: w.o.
- Heryanto Arbi –  Hendrawan: 15-10 / 15-4
- Budi Santoso –  Taufik Hidayat: 7-15 / 15-9 / 15-5
- Hermawan Susanto –  Thomas Søgaard: 15-5 / 15-7
- Ardy Wiranata –  Alan Budikusuma: 15-11 / 15-5
- Peter Gade –  Jeffer Rosobin: 15-12 / 15-12
- Yong Hock Kin –  Indra Wijaya: 15-7 / 15-7
- George Rimarcdi –  Ismail Saman: 15-12 / 15-13
- Marleve Mainaky –  Takuya Takehana: 15-3 / 15-2
- Heryanto Arbi –  Budi Santoso: 15-6 / 8-15 / 15-6
- Ardy Wiranata –  Hermawan Susanto: 15-6 / 15-10
- Yong Hock Kin –  Peter Gade: 18-14 / 15-2
- Marleve Mainaky –  George Rimarcdi: 15-5 / 9-15 / 15-5
- Ardy Wiranata –  Heryanto Arbi: 15-4 / 15-5
- Marleve Mainaky –  Yong Hock Kin: 15-5 / 15-5
- Ardy Wiranata –  Marleve Mainaky: 15-9 / 15-3

## Dameneinzel
- Olivia –  Chikako Nakayama: 11-7 / 11-5
- Satomi Igawa –  Novita Indah: 3-11 / 11-3 / 11-2
- Yeni Diah –  Nurleni: 11-1 / 11-4
- Julia Mann –  Priyanti Cahyaning: 12-9 / 11-3
- Hanny Setiani –  Meida Sukmawati: 11-1 / 11-3
- Kristin Yunita –  Hiroko Nagamine: 11-2 / 11-0
- Naoko Miyake –  Villa Ratnasari: 11-8 / 11-2
- Tri Asih –  Ida Farida: 8-11 / 11-5 / 11-3
- Donna Kellogg –  Luh Putu Ariani: 11-3 / 11-0
- Siang Chiung –  Sukma Wijaya Devi: 11-1 / 11-2
- Yasuko Mizui –  Aparna Popat: 11-8 / 11-4
- Yustina –  CJ Ernawati: 11-6 / 11-1
- Lee Kyung-won –  Yuli Marfuah: 11-3 / 12-9
- Ellen Angelina –  Dwi Ratna: 11-2 / 11-6
- Melisa Dewi –  Rie Ichihashi: 10-12 / 11-5 / 11-4
- Meilany –  Neneng Setiawati: 11-2 / 11-1
- Chun Ming –  Larissa Sadarangani: w.o.
- Winarsih –  Atu Rosalina: w.o.
- Dwi Retnowati –  Setyawati Williani: w.o.
- Kanako Yonekura –  Nining Kustiyaningsih: w.o.
- Ninik Masrikah –  Neelima Chowdary: w.o.
- Mona Santoso –  Sriwenten: w.o.
- Susi Susanti –  Olivia: 11-3 / 11-4
- Chun Ming –  Maya Dewi Sartika: 5-11 / 11-9 / 11-7
- Lidya Djaelawijaya –  Winarsih: 11-1 / 11-3
- Yeni Diah –  Satomi Igawa: 11-0 / 11-6
- Lee Joo Hyun –  Dwi Retnowati: 11-5 / 11-1
- Kanako Yonekura –  Julia Mann: 9-12 / 11-5 / 11-1
- Cindana Hartono –  Ninik Masrikah: 11-3 / 11-4
- Kristin Yunita –  Hanny Setiani: 11-5 / 11-6
- Naoko Miyake –  Tri Asih: 11-6 / 11-0
- Meiluawati –  Mona Santoso: 11-1 / 11-2
- Donna Kellogg –  Shizuka Yamamoto: 11-6 / 11-5
- Jihyun Marr –  Siang Chiung: 11-1 / 11-1
- Yasuko Mizui –  Yustina: 11-3 / 11-3
- Lee Kyung-won –  Judith Meulendijks: 11-6 / 11-4
- Ellen Angelina –  Melisa Dewi: 11-2 / 11-6
- Mia Audina –  Meilany: 11-3 / 11-0
- Susi Susanti –  Chun Ming: 11-1 / 11-0
- Lidya Djaelawijaya –  Yeni Diah: 11-3 / 11-4
- Lee Joo Hyun –  Kanako Yonekura: 11-2 / 12-10
- Kristin Yunita –  Cindana Hartono: 9-12 / 11-8 / 8-2 Ret.
- Meiluawati –  Naoko Miyake: 11-7 / 11-2
- Jihyun Marr –  Donna Kellogg: 11-4 / 11-1
- Yasuko Mizui –  Lee Kyung-won: 8-11 / 11-5 / 11-0
- Ellen Angelina –  Mia Audina: 4-11 / 11-5 / 11-5
- Susi Susanti –  Lidya Djaelawijaya: 11-2 / 11-4
- Lee Joo Hyun –  Kristin Yunita: 11-6 / 9-12 / 12-10
- Meiluawati –  Jihyun Marr: 5-11 / 12-10 / 11-8
- Ellen Angelina –  Yasuko Mizui: 11-3 / 11-7
- Susi Susanti –  Lee Joo Hyun: 11-1 / 11-2
- Meiluawati –  Ellen Angelina: 12-10 / 11-4
- Susi Susanti –  Meiluawati: 11-4 / 11-5

## Herrendoppel
- Shinji Ohta /  Takuya Takehana –  Iwan Eko /  Ferdy Rusman: 15-7 / 15-2
- Kens Dennis /  Saputra Hadi –  Cholis Nurdianto /  Fariadi Wiguna: 15-4 / 15-1
- Ville Kinnunen /  Ilkka Nyqvist –  H. E. Andrias /  Gading Widodo: 15-4 / 15-5
- Siripong Siripool /  Pramote Teerawiwatana –  Wei Kwang Eric Law /  Chee Soon Kelvin Lim: 15-2 / 15-1
- Tony Gunawan /  Victo Wibowo –  Keita Masuda /  Tadashi Ohtsuka: 15-5 / 15-5
- Rosman Razak /  Tan Kim Her –  Asjiking /  Enroe: 15-4 / 15-4
- Seng Kok Kiong /  Rudy Wijaya –  Huang Chien-jung /  Jeng Yu-chi: 15-8 / 15-4
- Agus /  Bayu Radika –  Achmad /  Andy: 15-11 / 9-15 / 15-9
- Hendri /  Wandri –  Nugraha Deny /  M. Syahril: 15-4 / 15-4
- Kitipon Kitikul /  Khunakorn Sudhisodhi –  Agustinus Ekop Sartono /  Eko Wahyudi: 15-5 / 15-3
- Karel Mainaky /  Nova Widianto –  Chew Choon Eng /  Lee Chee Leong: 15-11 / 15-12
- Rony Agustinus /  Faisal Ganes –  Chou Yi-chia /  Hsieh Meng-hung: 15-5 / 15-8
- Takuya Katayama /  Yuzo Kubota –  Davis Efraim /  Halim Haryanto: 15-13 / 15-9
- Ronne Maykel Runtolalu /  Rony Trenggono –  Darmawan /  Deny Setiawan: 15-11 / 15-5
- James Anderson /  Chris Hunt –  Dwi Kristiawan /  Denny Setiawan: 15-1 / 15-12
- Lalu Firmansyah /  Unang Rahmat –  R. Andre /  Chandra Irwana: 15-3 / 15-6
- Kusamao Suzuki /  Hideki Yamada –  Johan Erwin /  Dicky Susilo: 15-13 / 16-17 / 15-11
- Ade Lukas /  Endra Mulyana Mulyajaya –  Alvent Yulianto /  Romly: 15-6 / 15-4
- Chen Chin-Hsien /  Lee Wei-jen –  Gea Asril /  Dedyansyah: 15-8 / 15-12
- David Yedija Pohan /  Aras Razak –  Luluk Hadiyanto /  Muhammad Noor: 15-7 / 17-14
- Dicky Purwocugino /  Rudy Gunawan –  Suprapto /  Suslistio: 15-3 / 15-7 / 15-9
- Feng Hung-Yun /  Huang Yeu-der –  Cecep /  Imam: w.o.
- Albert /  Darmawan Andreas - -: w.o.
- Adi Harto /  Agus Irawan –  Lalu Firmansyah /  Unang Rahmat: w.o.
- Andri /  Stevanus Deni –  Nick Ponting /  John Quinn: w.o.
- Nova Armada /  Aman Santosa –  Jens Freese /  Dirk Gerhards: w.o.
- Sigit Budiarto /  Candra Wijaya –  Shinji Ohta /  Takuya Takehana: 15-7 / 15-4
- Kens Dennis /  Saputra Hadi –  Feng Hung-Yun /  Huang Yeu-der: 15-7 / 15-1
- Eng Hian /  Hermono Yuwono –  Ville Kinnunen /  Ilkka Nyqvist: 15-4 / 15-11
- Albert /  Darmawan Andreas –  Adi Harto /  Agus Irawan: 15-2 / 15-3
- S. Antonius Budi Ariantho /  Denny Kantono –  Siripong Siripool /  Pramote Teerawiwatana: 7-15 / 15-6 / 15-6
- Tony Gunawan /  Victo Wibowo –  Rosman Razak /  Tan Kim Her: 15-2 / 15-13
- Hendri /  Wandri –  Agus /  Bayu Radika: 15-4 / 15-4
- Karel Mainaky /  Nova Widianto –  Kitipon Kitikul /  Khunakorn Sudhisodhi: 18-15 / 18-15
- Takuya Katayama /  Yuzo Kubota –  Rony Agustinus /  Faisal Ganes: 15-5 / 15-8
- Nova Armada /  Aman Santosa –  Ronne Maykel Runtolalu /  Rony Trenggono: 15-9 / 15-13
- Lee Dong-soo /  Yoo Yong-sung –  James Anderson /  Chris Hunt: 8-15 / 15-8 / 15-7
- Lalu Firmansyah /  Unang Rahmat –  Kusamao Suzuki /  Hideki Yamada: 15-9 / 15-6
- Jens Eriksen /  Jesper Larsen –  Ade Lukas /  Endra Mulyana Mulyajaya: 17-15 / 10-15 / 15-13
- David Yedija Pohan /  Aras Razak –  Chen Chin-Hsien /  Lee Wei-jen: 15-7 / 15-5
- Ricky Subagja /  Rexy Mainaky –  Dicky Purwocugino /  Rudy Gunawan: 15-3 / 15-2
- Seng Kok Kiong /  Rudy Wijaya –  Andri /  Stevanus Deni: w.o.
- Sigit Budiarto /  Candra Wijaya –  Kens Dennis /  Saputra Hadi: 15-6 / 15-1
- Eng Hian /  Hermono Yuwono –  Albert /  Darmawan Andreas: 15-7 / 15-11
- S. Antonius Budi Ariantho /  Denny Kantono –  Tony Gunawan /  Victo Wibowo: 15-12 / 7-15 / 15-10
- Seng Kok Kiong /  Rudy Wijaya –  Hendri /  Wandri: 15-8 / 15-3
- Karel Mainaky /  Nova Widianto –  Takuya Katayama /  Yuzo Kubota: 15-10 / 15-6
- Lee Dong-soo /  Yoo Yong-sung –  Nova Armada /  Aman Santosa: 15-8 / 15-8
- Jens Eriksen /  Jesper Larsen –  Lalu Firmansyah /  Unang Rahmat: 15-2 / 15-12
- Ricky Subagja /  Rexy Mainaky –  David Yedija Pohan /  Aras Razak: 15-8 / 15-6
- Sigit Budiarto /  Candra Wijaya –  Eng Hian /  Hermono Yuwono: 15-1 / 15-7
- S. Antonius Budi Ariantho /  Denny Kantono –  Seng Kok Kiong /  Rudy Wijaya: 15-7 / 15-13
- Lee Dong-soo /  Yoo Yong-sung –  Karel Mainaky /  Nova Widianto: 15-12 / 15-2
- Ricky Subagja /  Rexy Mainaky –  Jens Eriksen /  Jesper Larsen: 15-3 / 15-9
- Sigit Budiarto /  Candra Wijaya –  S. Antonius Budi Ariantho /  Denny Kantono: 15-3 / 17-15
- Lee Dong-soo /  Yoo Yong-sung –  Ricky Subagja /  Rexy Mainaky: 15-13 / 2-15 / 17-14
- Sigit Budiarto /  Candra Wijaya –  Lee Dong-soo /  Yoo Yong-sung: 15-9 / 15-10

## Damendoppel
- Eliza Nathanael /  Zelin Resiana –  Luh Putu Ariani /  Biniawati: 15-1 / 15-2
- Cha Yoon-sook /  Park So-yun –  Dwi Handani Septi /  Sari Wijayanti: 15-3 / 15-1
- Angeline de Pauw /  Vita Marissa –  Satomi Igawa /  Hiroko Nagamine: 15-2 / 15-1
- Dwi Ratna /  Dian Novita Sari –  Jo Novita /  Luluk Maria Ulfa: 15-9 / 15-11
- Lisbet Stuer-Lauridsen /  Marlene Thomsen –  Asri Dewi /  Dewi Rinawati: 15-1 / 15-0
- Shinta Dewi /  Ellya Novita –  Ninna Ernita /  Yenni: 15-6 / 15-1
- Eti Tantra /  Cynthia Tuwankotta –  Rie Ichihashi /  Kanako Yonekura: 17-14 / 18-17 / 15-8
- Yoshiko Iwata /  Haruko Matsuda –  Lusia Haryana /  Lourence Purnomo: 15-2 / 15-3
- Chung Jae-hee /  Yim Kyung-jin –  Henny /  Tetty Yunita: 16-18 / 15-0 / 15-9
- Indarti Issolina /  Deyana Lomban –  S. Herawati /  Vera Octavia: 15-3 / 15-3
- Meida Sukmawati /  Th. Yessy –  Ida Farida /  Sriwenten: 15-11 / 18-15
- Takae Masumo /  Chikako Nakayama –  Carmelita /  Nonong Denis Zanati: 15-7 / 15-11
- Finarsih /  Minarti Timur –  Yeni Diah /  Ninik Masrikah: 15-6 / 15-3
- Helene Kirkegaard /  Rikke Olsen –  Upi Chrisnawati /  Iin Indarwati: 15-3 / 15-11
- Meilany /  Mona Santoso –  Rita Kristiane /  Atu Rosalina: w.o.
- Anita /  Eny Widiowati –  Neelima Chowdary /  Larissa Sadarangani: w.o.
- Eliza Nathanael /  Zelin Resiana –  Cha Yoon-sook /  Park So-yun: 15-1 / 15-4
- Angeline de Pauw /  Vita Marissa –  Dwi Ratna /  Dian Novita Sari: 15-7 / 15-8
- Lisbet Stuer-Lauridsen /  Marlene Thomsen –  Shinta Dewi /  Ellya Novita: 15-6 / 15-3
- Eti Tantra /  Cynthia Tuwankotta –  Meilany /  Mona Santoso: 15-2 / 15-3
- Yoshiko Iwata /  Haruko Matsuda –  Anita /  Eny Widiowati: 15-11 / 15-2
- Indarti Issolina /  Deyana Lomban –  Chung Jae-hee /  Yim Kyung-jin: 15-18 / 15-10 / 15-12
- Takae Masumo /  Chikako Nakayama –  Meida Sukmawati /  Th. Yessy: 15-0 / 15-0
- Finarsih /  Minarti Timur –  Helene Kirkegaard /  Rikke Olsen: 15-8 / 10-15 / 15-6
- Eliza Nathanael /  Zelin Resiana -  Angeline de Pauw /  Vita Marissa: 15-11 / 15-8
- Lisbet Stuer-Lauridsen /  Marlene Thomsen –  Eti Tantra /  Cynthia Tuwankotta: 15-2 / 16-17 / 15-8
- Yoshiko Iwata /  Haruko Matsuda –  Indarti Issolina /  Deyana Lomban: 15-10 / 8-15 / 15-13
- Finarsih /  Minarti Timur –  Takae Masumo /  Chikako Nakayama: 15-5 / 12-15 / 15-10
- Eliza Nathanael /  Zelin Resiana –  Lisbet Stuer-Lauridsen /  Marlene Thomsen: 15-11 / 15-6
- Finarsih /  Minarti Timur –  Yoshiko Iwata /  Haruko Matsuda: 15-8 / 15-9
- Eliza Nathanael /  Zelin Resiana –  Finarsih /  Minarti Timur: 15-10 / 15-5

## Mixed
- Yoo Yong-sung /  Chung Jae-hee –  Eko Hamiseno /  Linda Wulandari: 15-7 / 15-4
- Flandy Limpele /  Eti Tantra –  Dennis Lens /  Yeni Diah: 15-10 / 15-5
- Bambang Suprianto /  Rosalina Riseu –  Fumihiko Machida /  Yasuko Mizui: 15-7 / 15-3
- Alvent Yulianto /  Henny Rustandar –  Kristinawati /  Dedy Sutendy: 15-3 / 15-9
- Lee Dong-soo /  Yim Kyung-jin –  Ferdy Rusman /  Jo Novita: 15-3 / 15-3
- Aras Razak /  S. Herawati –  Rizal Fadillah /  Neneng Setiawati: 15-8 / 15-4
- Nick Ponting /  Rikke Olsen –  Aman Santosa /  Vera Octavia: 15-11 / 15-7
- Yim Jae-sung /  Cha Yoon-sook –  Hendri /  Eny Erlangga: 15-8 / 15-4
- Gea Asril /  Nurleni –  Suprapto /  Chun Ming: 15-11 / 15-11
- Chris Hunt /  Donna Kellogg –  Wahyu Agung /  Rosalia Anastasia: 15-17 / 15-5 / 15-11
- Kim Dong-moon /  Park So-yun –  Arief H. R. Budiman /  Lourence Purnomo: 15-1 / 15-6
- Jesper Larsen /  Helene Kirkegaard –  Cecep /  Rita Kristiane: w.o.
- Jens Eriksen /  Marlene Thomsen –  Yoo Yong-sung /  Chung Jae-hee: 15-8 / 15-12
- Bambang Suprianto /  Rosalina Riseu –  Flandy Limpele /  Eti Tantra: 15-8 / 15-6
- Sandiarto /  Finarsih –  Alvent Yulianto /  Henny Rustandar: 15-1 / 15-12
- Lee Dong-soo /  Yim Kyung-jin –  Aras Razak /  S. Herawati: 15-3 / 17-15
- Nick Ponting /  Rikke Olsen –  Jesper Larsen /  Helene Kirkegaard: 15-11 / 15-11
- Imam Tohari /  Emma Ermawati –  Yim Jae-sung /  Cha Yoon-sook: 15-4 / 15-11
- Tri Kusharyanto /  Minarti Timur –  Kim Dong-moon /  Park So-yun: 15-8 / 15-5
- Chris Hunt /  Donna Kellogg –  Gea Asril /  Nurleni: w.o.
- Bambang Suprianto /  Rosalina Riseu –  Jens Eriksen /  Marlene Thomsen: 8-15 / 15-10 / 15-7
- Sandiarto /  Finarsih –  Lee Dong-soo /  Yim Kyung-jin: 15-18 / 15-13 / 15-7
- Imam Tohari /  Emma Ermawati –  Nick Ponting /  Rikke Olsen: 7-15 / 15-9 / 15-1
- Tri Kusharyanto /  Minarti Timur –  Chris Hunt /  Donna Kellogg: 15-8 / 15-6
- Bambang Suprianto /  Rosalina Riseu –  Sandiarto /  Finarsih: 15-5 / 18-13
- Tri Kusharyanto /  Minarti Timur –  Imam Tohari /  Emma Ermawati: 15-6 / 15-8
- Tri Kusharyanto /  Minarti Timur –  Bambang Suprianto /  Rosalina Riseu: 15-11 / 15-6